# Datenbankobjekt
Unter Datenbankobjekten versteht man Strukturen zur Speicherung, Verwaltung und Präsentation von anwendungs- bzw. benutzerspezifischen Daten in einer Datenbank. Je nach Datenbankmanagementsystem (DBMS) werden durch sie eine Vielzahl unterschiedlicher Aspekte abgedeckt. Die nachfolgende Liste enthält die wichtigsten Typen von Datenbankobjekten, die von den meisten relationalen Datenbankmanagementsystemen (RDBMS) zur Verfügung gestellt werden:
- Tablespaces
- Tabellen
- Indizes
- Sichten
- Synonyme
- Gespeicherte Prozeduren und Funktionen
- Trigger
- Constraints
- Benutzerkonten, Schemas und Berechtigungen

Datenbankobjekte sind permanent, bleiben also dauerhaft in ihrer Form erhalten, solange sie nicht explizit geändert oder gelöscht werden. Anwendungs- bzw. benutzerspezifische Datenbankobjekte werden in relationalen Datenbanken in der Regel mit Hilfe der Data Definition Language (DDL) erstellt (CREATE-Klausel), angepasst (ALTER-Klausel) oder gelöscht (DROP-Klausel).
Datensätze oder Tupel aus dem Datenbestand können zwar Objekte im Sinne der objektorientierter Programmierung darstellen, gelten jedoch nicht als Datenbankobjekt.